# 云南农垦集团

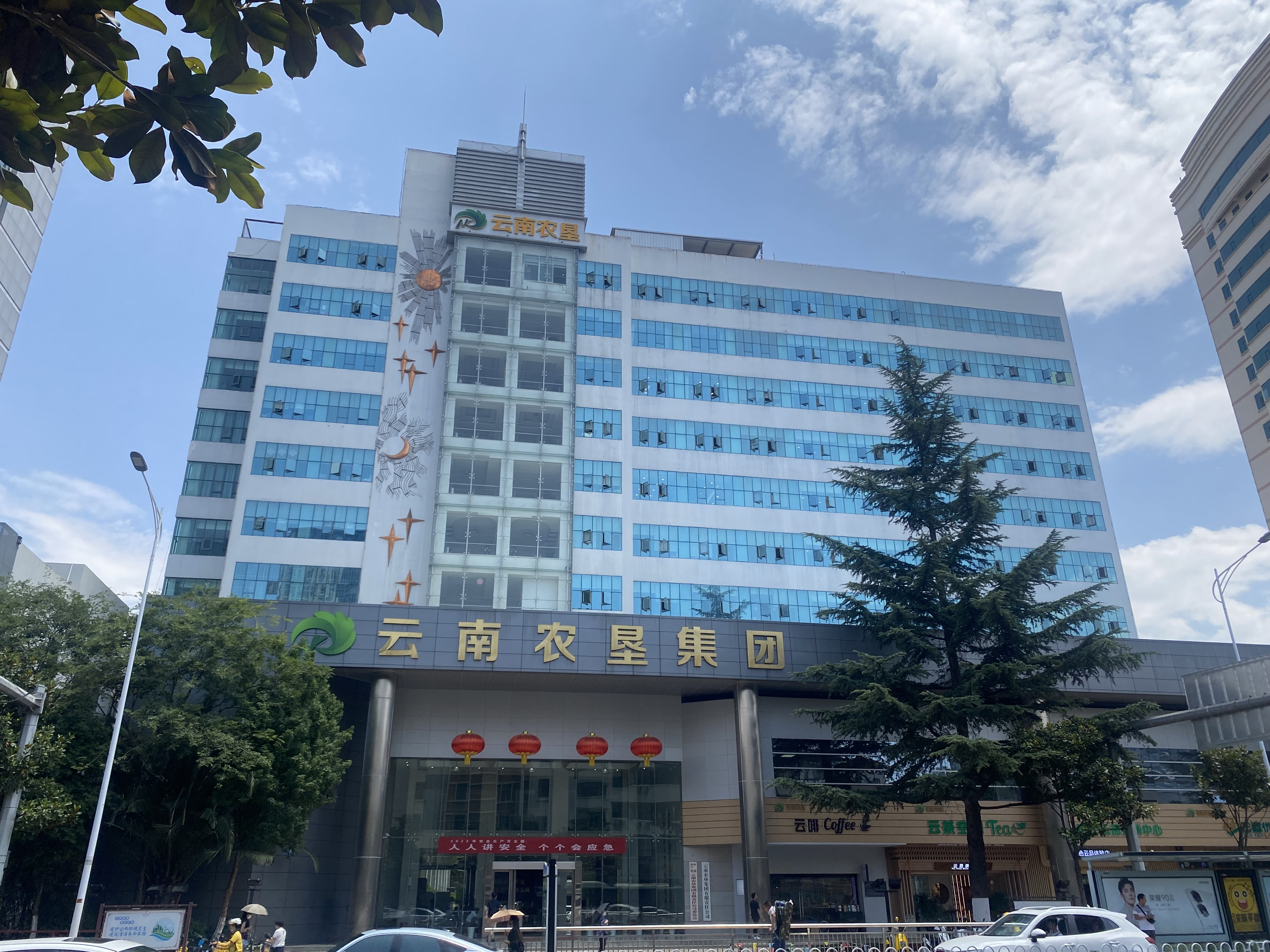
云南农垦集团大厦，位于昆明市盘龙区人民东路

云南农垦集团加挂云南省农垦总局牌子，是云南省属唯一国有大型农业企业，是国家级农业产业化重点龙头企业。现有资产总额60亿元，拥有土地1万余亩，天然橡胶林50万亩，从业人员1.9万人，其中在岗职工近5千人，产业范围遍布云南全省、北京、上海、陕西、山东等省份以及东南亚的老挝、缅甸等国。2016年营业收入首次突破100亿元。

## 历史
1951年，政务院要求云南省在5年内发展橡胶种植200万亩，为此成立云南省林垦处，由云南省农林厅代管。1953年1月成立云南垦殖局，直属林业部领导；同年8月撤销垦殖局，改设云南省特种林试验指导所，行政上由云南省农林厅领导。1955年改名云南省热带作物试验指导所，改由云南省农业厅领导。1956年撤销，改设云南省农业厅热带作物局。1957年3月，改建云南省农垦局。1970年成立云南生产建设兵团，原云南农垦及下辖各农场组建成4个师、18个团和5个独立团，由昆明军区领导。1974年撤销兵团建制，成立云南省农垦总局，下辖西双版纳、德宏、临沧、红河、思茅、文山6个农垦分局，各团改为国营农场。1983年成立云南省农垦农工商联合企业总公司，保留农垦总局的行政名称。1994年转型为经济实体成立云南农垦总公司，1996年改制成立云南农垦集团有限责任公司。2014年8月农垦集团与农垦总局政企分开，正式成为市场经营主体。

## 资料来源
1. ↑  . www.ynyunken.com. 云南农垦集团有限责任公司.   [2017-01-08]. （原始内容存档于2016-11-04）.
2. ↑  云南省地方志编纂委员会 总纂; 云南省农垦总局 编撰. . 昆明: 云南人民出版社. 1998年5月: 289-290. ISBN 7-222-02248-1.
3. ↑  中国日报云南记者站. . 中国日报网. 2018-08-12  [2018-12-16]. （原始内容存档于2020-12-09）.